# SusTeen
SusTeen(サスティーン)とはかつてソフマップが展開していたオリジナルPCブランドである。

## 概要
日本国内においてはソフマップが米SusTeen社から独占販売という形で展開していたブランドである。90年代初頭から90年代末にかけて展開されていたブランドであるが、すでにソフマップは取り扱いを終了しており、米SUSTEEN社もパソコン自体の取り扱いをやめている。
主にDOS/V機を取り扱いしていた。

## Susteen, Inc.
製造元である米SusTeen社は1992年に設立され、本社所在地はカリフォルニア州アーヴィン。
現在はデータ通信および、モバイル・コンピューティングソフトウェアを専門にしている。